# Acide aminocaproïque
L'acide aminocaproïque, acide ε-aminocaproïque ou acide 6-aminohexanoïque, est un composé chimique de formule H2NCH2CH2CH2CH2CH2COOH. Il se présente comme un solide blanc cristallisé inodore, combustible, très soluble dans l'eau, dans lequel il existe sous forme de zwitterion. Structurellement analogue à la lysine, un acide aminé protéinogène, il peut agir comme inhibiteur des enzymes qui se lient à ce résidu, telles que les peptidases comme la plasmine, responsable de la fibrinolyse, étape critique du processus de coagulation sanguine, de sorte qu'il est employé comme antifibrinolytique dans certains troubles de la coagulation. C'est également un anti-inflammatoire.
Dans l'industrie, l'acide ε-aminocaproïque est un intermédiaire de la polymérisation du Nylon 6, au cours de laquelle il se forme par ouverture du cycle du caprolactame.